# Хишам ибн Абд ел Малик
Хишам ибн Абд ел Малик (арап. هشام بن عبد الملك; Дамаск, 691 — Ресафа, 6. фебруар 743) је био омејадски калиф (724—743). Владавину су му обележили бројни унутрашњи и спољни сукоби. Уз велике муке успео је да угуши устанке који су избијали широм калифата. Ратови са Хазарима, а нарочито са Византијом били су мање успешни.
Можда најзначајнији догађај који се одиграо током његове владавине била је битка код Поатјеа 732. године, којом је заустављено напредовање Арабљана у западној Европи. Остао је упамћен као строг и суров владар. После његове смрти је у Омејадском калифату завладао хаос, који је разултирао његовом пропашћу мање од деценије касније.
Од њега потиче грана династије Омејада која је владала Кордобом.

## Порекло и долазак на власт
Хишам је био син омејадског калифа Абд ел Малика. Калиф је постао 724. године, смрћу свог брата Језида II. Одмах по доласку на престо предузео је енергичне мере против спољних и унутрашњих непријатеља Омејадског калифата. Послао је војску у Хорасан и Јерменију да би се тамо супротставила локалним побуњеницима. У унутрашњој политици Хишам је настојао да строго примењује шеријатско право, док је с друге стране, као поклоник културе и уметности, подржавао превод старогрчких, латинских, персијских и других текстова на арапски.

## Рат против Византије и против Хазара
Делом настојећи да компензује пораз под Константинопољем из 718. године, поново је повео агресивну политику према Византији. Од 726. године, Арабљани предвођени његовим полубратом Масламом, касније сином Муавијом, сваког пролећа су упадали у Малу Азију. Освојена је Цезареја и опседана Никеја, а бројни градови у Кападокији и Киликији били су опљачкани. Значајна је била и индиректна подршка коју је калиф давао иконофилима, тада прогањаним у Византији. Духовно најзначајнији противник иконоборства живео је у Калифату. То је био Јован Дамаскин, монах у јерусалимском манастиру Св. Саве и бивши високи званичник на двору у Дамаску.
Калиф је ратовао и против Хазара. Предвођени каном Бихаром, они су упадали у кавкаске и јерменске области, преотевши Арабљанима Ардабил. Хишам је на то одговорио нападом на хазарске земље дуж тока Волге. Две војске сукобљавале су се и око луке Дербент на обали Каспијског језера. Године 732. Бихар је склопио савез са Византијом удавши своју кћер Цицак за цара-савладара Константина V.

## Офанзива у Западној Европи
Хишамова власт и над Ал Андалузом и над Африком, која је представљала везу са овом удаљеном облашћу, била је лабава и почивала је само на заједничкој вери. Упркос томе, његову владавину обележила је велика офанзива Калифата у западној Европи. Арабљане су у помоћ звали племићи незадовољни франачком влашћу, нарочито из Бургундије. Муслимани су зато упадали у јужни део Галије, вршили препаде у долини Роне и пустошили Аквитанију. Годинама је спреман велики поход североистично од Ал Андалуза, који је 732. године повео гувернер Абдул Рахман ел Гафики. Поход је по тумачењу каснијих хришћанских историчара требало да представља увертиру у освајање целе Европе. У бици код Бордоа муслимани су нанели страховит пораз Одоу Аквитанском, а затим продрли дубоко у његову земљу. Псеудо-Фредегарова хроника бележи насиље над хришћанима. Франачки мајордом Карло се одазвао Одовом позиву у помоћ и кренуо с војском према југу. У октобру је дошло до одлучујуће битке код Поатјеа у којој су Франци нанели потпун пораз муслиманским снагама, а сам Ел Гафики погинуо.
Битком код Поатјеа је напредовање Калифата на западу заустављено, слично као што је поразом под Константинопољем било заустављено на другој страни Европе. Поражена арабљанска војска повлачила се према Ал Андалузу палећи и пљачкајући све пред собом, док их је пратио Карло, који је поводом ове победе понео надимак Мартел (Чекић). Сукоби између две стране су настављени, али је Калифат према Францима од тада био увек у дефанзиви. Бургундски племићи предали су Арабљанима низ градова, које је Карло Мартел нападао до своје смрти. Муслимани су и даље под својом влашћу чврсто држали Септиманију све док међусобне размирице нису поткопале власт над овом облашћу око 740. године.

## Победа Византије и нове побуне
Позну Хишамову владавину обележили су нови изазови. Године 740. војска Калифата је код Акроинона у Фригији претрпела одлучујућ пораз у сукобу са Византинцима, чиме су окончани муслимански упади у Малу Азију. Византија је прешла у офанзиву. Међутим, побуна царевог зета Артавазда и грађански рат који је уследио паралисао је византијске снаге, па за Хишамова живота није било већих напада са те стране. Дошло је и до нових сукоба у самом Калифату. Велики устанак Бербера који је 740. године избио у северној Африци није био угушен неколико година. Исте године побунили су се шиити у Ираку предвођени Зејдом ибн Алијем, али је њихов отпор брзо сломљен. Калиф је успео да поново стави под своју власт Хорасан, али је његова власт тамо и даље била веома крхка.
Хишам је угушио побуне и одбранио своју државу од спољних напада. Међутим, сви ти успеси били су постигнути уз веома високу цену, уз велико напрезање снага Сирије и Египта. Такође, Сирија је изгубила свој привилегован положај, јер је калиф био принуђен да од њеног становништва узима велика средства за упорну борбу са Византијом и за гушење устанака у западним и источним областима калифата.

## Смрт и наслеђе
Пред крај Хишамовог живота, Калифат је погодила епидемија дифтерије. Калиф је пред њом побегао у пустињу, у град Ресафа, али се свеједно заразио и умро 6. фебруара 743. године. Сахрањен је у Дамаску. Наследио га је синовац, син његовог претходника, Ел Валид II. Хишамовом смрћу почело је пропадање Омејадског калифата, који ће, после низа сукоба, престати да постоји мање од деценије касније.
Иза себе је оставио више потомака, међу којима су најзначајнији синови са Ум Хаким бинт Јахјом: Муавија, Сулејман, Маслама и Језид ел Афкам. Прва тројица су се истакли као војсковође у походима против Византије. Муавија је погинуо током очевог живота, али је најзначајнији од свих њих јер је продужио постојање Омејадске династије за готово три века. Његов син Абдурахман је, бежећи пред Абасидима, побегао у Ал Андалуз и тамо основао Кордопски емират, који ће касније прерасти у калифат. Остали Хишамови синови узели су учешћа у беспоштедној борби за власт у последњим годинама Омејадског калифата.